# Richard Chelimo
Richard Chelimo (24. februar 1972 – 15. august 2001) var en kenyansk atletikudøver (langdistanceløber), der vandt sølv på 10.000 meter ved både VM i Tokyo 1991 og OL i Barcelona 1992. Han er mest berømt for den sidstnævnte præstation, hvor han tabte guldmedaljen til marokkanske Khalid Skah efter et højst kontroversielt løb, hvor Skah først blev diskvalificeret, men senere fik sin guldmedalje tilbage.
15. august 2001 døde Chelimo af kræft i hjernen. Han blev 29 år.